# Fröken Sverige

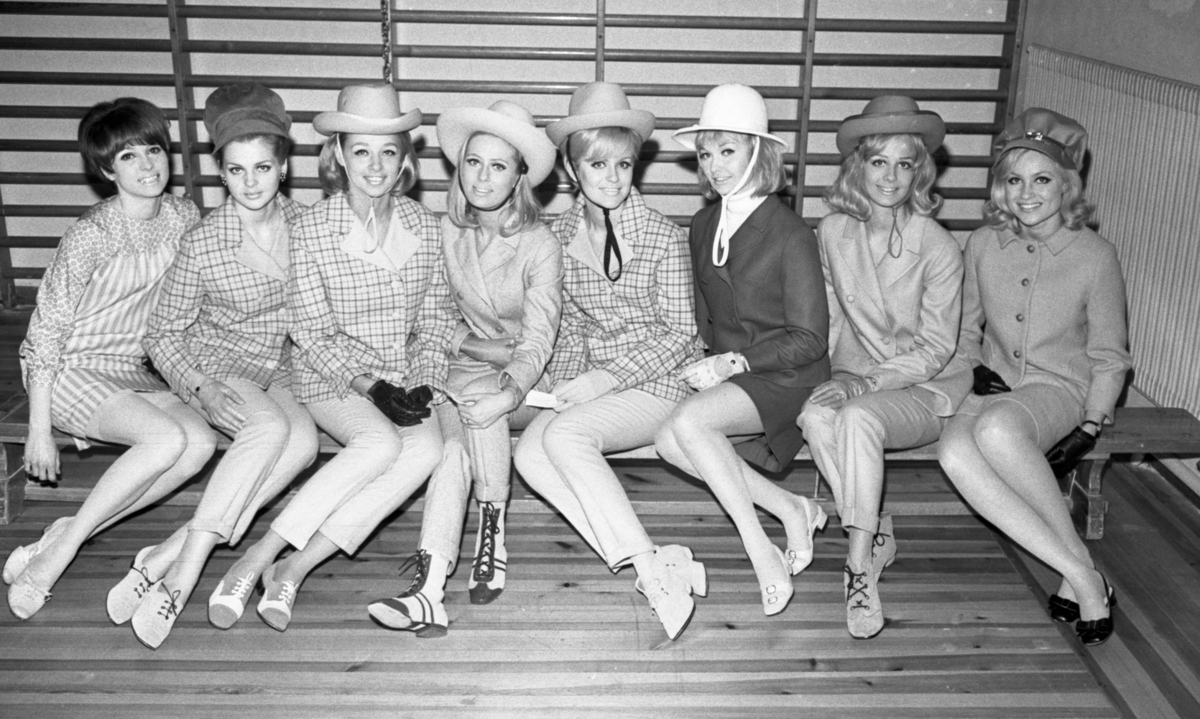
Fröken Sverige kandidater 1967.

Fröken Sverige var en årlig nationell skönhetstävling i Sverige som arrangerades mellan 1949 och 2009.
Tävlingen grundades av tidningen Vecko-Revyn, som var arrangör fram till slutet av 1990-talet. Under 1990-talet arrangerades tävlingarna i samarbete med TV4. I mars år 2001 attackerades tävlingen av feministgruppen Unfucked Pussy, då dessa tog sig in på scenen och vek ut en banderoll med texten Gubbslem, något som enligt Anna-Lena Lodenius var en bidragande orsak till att tidningen avvecklade arrangemanget och sålde varumärket. Då Emma Hamberg och Niklas Sessler blev chefredaktörer på Vecko-Revyn såldes tävlingen till MTG, vilket medförde att TV3 kom att sända den under ett par år. 2005 uteblev tävlingen och samma år köptes varumärket av baddräktsdesignern och företagaren Panos Papadopoulos, ägare av Panos Emporio AB, som arrangerade en ny tävling med start 2006.
Vinnaren åkte till Miss Universumtävlingen. Sedan 2004 var det bara denna tävling som utsåg kandidat till Miss Universum. Miss World och Miss Europe kandidaterna valdes ut ifrån individuella tävlingar.
Från och med 2009 är det istället vinnaren av tävlingen Miss Universe Sweden som deltar i Miss Universum.
Sedan 2005 visar kanalen Star! Scandinavia finalen av både Miss Universum och Miss World Live. 2006 visades även finalen av Fröken Sverige i kanalen.
Tävlingen har inte anordnats sedan 2009 och inga nya planer finns annonserade.

## Nya Fröken Sverige
Panos Papadopoulos, skapare av baddräktsmärket Panos Emporio, tog över varumärket Fröken Sverige år 2004, och omvandlade det till att vara en ettårig projektanställning.
Papadopoulos har avsett att låta fröken Sverige delta i Miss Universum. Inga landskapsfröknar finns längre, i stället har uttagningar hållits i Kalix, Göteborg och Helsingborg.
År 2007 hölls finalen i Helsingborg den 21 april. Isabel Lestapier Winqvist från Helsingborg vann titeln. Veckan efter utnämningen skrev många av landets tidningar att Winqvist kunde komma att förlora titeln på grund av att fotografier av henne i bikini publicerats i tidskriften FHM. Den 26 april berättade Papadopoulos i ett pressmeddelande att Winqvist behåller titeln. Han tog också avstånd från att bikinibilderna skulle vara något problem. Hennes medverkan i Miss Universum sköts därefter upp till 2008, enligt Papadopoulos för att få "den tid som behövs för att växa in i rollen som Fröken Sverige". Senare avsade sig Isabel Lestapier Winqvist titeln på grund av att kontraktet med Panos inte stämde med det som var sagt från början, och trean Lina Hahne från Kalix tillfrågades om hon ville överta titeln till 2007 års Fröken Sverige. Hädanefter kommer Miss Universum vara det sista Fröken Sverige gör under sitt år innan nästa skönhet kröns.
Sverige hade ingen representant i Miss Universum 2007. Anledningen sades vara tidsbrist samt att Fröken Sverige-organisationen ville göra en markering mot Miss universumorganisationen att de tycker att utvecklingen av tävlingen går för långsamt. Fröken Sverige 2007 skulle ha representerat Sverige i Miss Universum 2008 men Panos bestämde att Sverige skulle bojkotta ännu ett år av tävlingen.

## Vinnare genom tiderna
| År   | Vinnare                | Hemort/tidigare titel        | Miss Universum- placering |
| ---- | ---------------------- | ---------------------------- | ------------------------- |
| 1949 | Kerstin Ringberg       | Stockholm                    | –                         |
| 1950 | Ebba Adrian            | Göteborg                     | –                         |
| 1951 | Anita Ekberg           | Malmö                        | –                         |
| 1952 | Ann-Marie Thistler     | Stockholm                    | Semifinalist              |
| 1953 | Ulla Sandklef          | Göteborg                     | –                         |
| 1954 | Ragnhild Olausson      | Alingsås                     | 5                         |
| 1955 | Hillevi Rombin         | Uppsala                      | 1                         |
| 1956 | Ingrid Goude           | Sandviken                    | 3                         |
| 1957 | Inger Johnson          | Malmö                        | Semifinalist              |
| 1958 | Britt Gårdman          | Stockholm                    | Semifinalist              |
| 1959 | Mari-Louise Ekström    | Sundsvall                    | Semifinalist              |
| 1960 | Birgitta Öfling        | Uppsala                      | –                         |
| 1961 | Gunilla Knutsson       | Ystad                        | Semifinalist              |
| 1962 | Karin Hyldgaard-Jensen | Göteborg                     | Tävlade ej                |
| 1963 | Kerstin Jonsson        | Stockholm                    | –                         |
| 1964 | Siv Åberg              | Gävle                        | 4                         |
| 1965 | Ingrid Norrman         | Tranås                       | 4                         |
| 1966 | Margareta Arvidsson    | Vänersborg                   | 1                         |
| 1967 | Eva-Lisa Svensson      | Göteborg                     | Semifinalist              |
| 1968 | Anne-Marie Hellqvist   | Hallsberg                    | Semifinalist              |
| 1969 | Birgitta Lindloff      | Göteborg                     | Semifinalist              |
| 1970 | Britt-Inger Johansson  | Kalmar                       | Semifinalist              |
| 1971 | Wivianne Öiangen       | Vaxholm                      | –                         |
| 1972 | Britt-Marie Johansson  | Trångsund                    | –                         |
| 1973 | Monica Sundin          | Stockholm                    | –                         |
| 1974 | Kitty Eriksson         | Lund                         | Tävlade ej                |
| 1975 | Eva Eriksson           | Örebro                       | Tävlade ej 4              |
| 1976 | Sabina Nilsson         | Månkarbo                     | Tävlade ej                |
| 1977 | Birgitta Lindvall      | Luleå                        | Semifinalist              |
| 1978 | Cecilia Rodhe          | Göteborg                     | 5                         |
| 1979 | Anette Ekström         | Eskilstuna                   | 5                         |
| 1980 | Eva Birgitta Andersson | Uddevalla                    | 5                         |
| 1981 | Eva-Lena Lundgren      | Piteå                        | 3                         |
| 1982 | Anna-Kari Bergström    | Piteå                        | –                         |
| 1983 | Viveca Ljung           | Göteborg                     | –                         |
| 1984 | Yvonne Ryding          | Eskilstuna                   | 1                         |
| 1985 | Carina Marklund        | Eskilstuna                   | –                         |
| 1986 | Anna Rahmberg          | Göteborg                     | –                         |
| 1987 | Susanne Thörngren      | Handen                       | Semifinalist              |
| 1988 | Annika Davidsson       | Umeå                         | –                         |
| 1989 | Louise Drevenstam      | Örebro & Stockholm           | 2                         |
| 1990 | Linda Isaksson         | Vilhelmina                   | –                         |
| 1991 | Susanna Gustafsson     | Grums                        | –                         |
| 1992 | Monica Brodd           | Hagsätra                     | Semifinalist              |
| 1993 | Johanna Lind           | Åtvidaberg                   | –                         |
| 1994 | Domenique Forsberg     | Kiruna (Fröken Lappland)     | Semifinalist              |
| 1995 | Petra Hultgren         | Värmdö (Fröken Stockholm)    | –                         |
| 1996 | Annika Duckmark        | Borås (Fröken Västergötland) | Semifinalist              |
| 1997 | Victoria Lagerström    | Stockholm (Fröken Stockholm) | Semifinalist              |
| 1998 | Jessica Olérs          | Borlänge (Fröken Dalarna)    | –                         |
| 1999 | Emma-Helena Nilsson    | Östersund (Fröken Jämtland)  | –                         |
| 2000 | Valerie Aflalo         | Malmö (Fröken Malmö)         | –                         |
| 2001 | Malin Olsson           | Falun (Fröken Dalarna)       | –                         |
| 2002 | Malou Hansson          | Järfälla (Fröken Uppland)    | –                         |
| 2003 | Helena Stenbäck        | Piteå (Fröken Norrbotten)    | –                         |
| 2004 | Katarina Wigander      | Lerum                        | –                         |
| 2005 | Ingen tävling          | –                            | –                         |
| 2006 | Josephine Alhanko      | Stockholm                    | Semifinalist              |
| 2007 | Lina Hahne             | Kalix                        | –                         |
| 2009 | Azra Duliman           | Stockholm                    | Tävlade ej                |